# Neoconocephalus ensifer
Neoconocephalus ensifer är en insektsart som först beskrevs av Bolívar, I. 1884.  Neoconocephalus ensifer ingår i släktet Neoconocephalus och familjen vårtbitare. Inga underarter finns listade i Catalogue of Life.